# Бериташвили, Иван Соломонович
Иван Соломонович Бериташвили (груз. ივანე სოლომონის ძე ბერიტაშვილი; англ. Beritoff; рус. Беритов; 29 декабря 1884 [10 января 1885], село Веджини Тифлисской губернии — 29 декабря 1974, Тбилиси) — грузинский физиолог, основатель и руководитель физиологической школы в Грузии.
Академик АН СССР (1939), АМН СССР (1944), АН Грузинской ССР (1941), Герой Социалистического Труда (1964), лауреат Сталинской премии (1941). Он сделал свой самый значительный вклад в науку о поведении животных, выдвинув доктрину, что поведение опосредуется образной памятью (1947). Вместе Г. Джаспером и Г. Гасто основал международную организацию по исследованию мозга (англ. International Brain Research Organization, IBRO, 1960).

## Биография
Иван Соломонович Бериташвили (Беритов) родился 10 января 1885 г. в семье священника в селении Веджини (быв. Сигнахского уезда, Грузия). Начальное образование он получил в Телавском духовном училище, среднее образование — в Тифлисской духовной семинарии, где, по его словам, приобрёл привычку к длительным умственным занятиям и возненавидел религию. В 1906 г. И. С. Бериташвили сдал экзамены на аттестат зрелости и поступил на естественное отделение физико-математического факультета С.-Петербургского университета и вскоре привлек внимание профессуры своими способностями и трудолюбием.
На 3-м курсе он начал экспериментальную работу в физиологической лаборатории под руководством профессора Николая Евгеньевича Введенского по проблеме спинно-мозговой координации рефлекторных движений; эта его первая работа была опубликована в 1910 г. в «Трудах С.-Петербургского общества естествоиспытателей». По окончании университета (1910) он был оставлен Н. Е. Введенским при кафедре, преподавал также на Курсах П. Ф. Лесгафта. В 1911 году он был командирован в г. Казань к А. Ф. Самойлову для освоения методики регистрации биотоков с помощью струнного гальванометра. В 1914 году вновь по рекомендации Введенского Бериташвили отправился в г. Утрехт (Голландия) к Р. Магнусу для изучения методики опытов на теплокровных животных.
Из-за конфликта с Введенским, в 1915 году И. С. Бериташвили был вынужден оставить Петербургский университет и перевестись в Новороссийский университет, в Одессе, старшим ассистентом заведующего кафедры физиологии В. Завьялова. Через год в звании приват-доцента приступает к чтению специального курса по физиологии мышечной и нервной систем. Тут он проводит исследование оборонительных условных рефлексов.
В 1919 году приглашается в открывшийся в 1918 году Тифлисский университет и избирается профессором физиологии. В то время там отсутствовали самые элементарные условия не только для экспериментальной работы, но и для преподавания. И. С. Бериташвили сумел за короткий срок подготовить национальные кадры для исследовательской и педагогической работы. С помощью сотрудников он начал усиленно изучать, с одной стороны, сократительную способность мышц, с другой стороны, закономерности поведения животных. С 1935 года — директор Института физиологии при Тбилисском университете. Заведовал кафедрой физиологии Тбилисского университета до 1960 года и продолжал руководить научной работой её коллектива до конца своей жизни.
В связи с 20-летием Тбилисского университета награждён (вместе с И. Джавахишвили) орденом Трудового Красного Знамени (1938).
В 1941 году при основании Академии наук Грузинской ССР был избран её действительным членом.
С 1941 года — директор Института физиологии АН Грузинской ССР (ныне — имени Бериташвили), с 1951 — научный руководитель Института.
В 1947 году режиссёр-документалист Д. А. Абашидзе снял фильм «Роль и происхождение установки в индивидуальном поведении животных» о работе академика И. С. Бериташвили.
… Когда с отдельными антипавловскими недомыслиями выступают… Штерн, Ефимов, Бернштейн и им подобные лица, не знающие ни буквы, ни духа учения Павлова, это не так досадно, как смешно. Когда с антипавловскими концепциями выступает такой знающий и опытный физиолог как И. С. Бериташвили, который не является учеником и последователем Павлова, то это уже досадно. Но когда ученик Павлова Анохин под маской верности своему учителю систематически и неотступно стремится ревизовать его учение с гнилых позиций лженаучных идеалистических «теорий» реакционных буржуазных ученых, — то это по меньшей мере возмутительно… С. Э. Шноль, глава из книги «Гении и злодеи российской науки»

(из выступления Э. А. Асратяна на Павловской сессии, 1950)

## Награды и премии
- Герой Социалистического Труда (28 декабря 1964)
- 2 ордена Ленина (10 июня 1945; 28 декабря 1964)
- Орден Трудового Красного Знамени(15 июня 1938) — в связи с 20-летием Тбилисского Государственного Университета и за выдающиеся заслуги в научно-педагогической работе
- Орден Трудового Красного знамени (4 ноября 1944) — за выдающиеся заслуги в деле подготовки специалистов для народного хозяйства и культурного строительства

- медали
- Сталинская премия II степени (13 марта 1941) — за научную работу «Общая физиология мышечной и нервной системы», опубликованную в 1937 году
- Премия имени И. П. Павлова (1938)

## Сочинения
- Учение об основных элементах центральной координации скелетной мускулатуры, Петроград, 1916.
- Индивидуально-приобретенная деятельность центральной нервной системы, Тифлис, 1932.
- Общая физиология мышечной и нервной системы, М., 1937.
- О нервных механизмах пространственной ориентации высших позвоночных животных, Тб., 1959.
- Нервные механизмы поведения высших позвоночных животных, М., 1961.
- От спинномозговой координации движения до психонервной интеграции поведения, «Вестник АН СССР», 1966, № 7.
- Об образной психонервной деятельности животных, М., 1966.
- Память позвоночных животных, её характеристика и происхождение Тб., 1968.
- Структура и функции коры большого мозга, М., 1969.
- Память позвоночных животных, её характеристика и происхождение. 2-е пер. и расш. изд. М., 1974.
- Бериташвили, И. С. Учение о природе человека в древней Грузии (IV—XIV вв.) [ист. очерк] ред. С. Каучишвили. — Тбилиси : Изд-во Тбилис. ун-та, 1961. — 161 с